# Paterdecolyus panteli
Paterdecolyus panteli är en insektsart som beskrevs av Griffini 1913. Paterdecolyus panteli ingår i släktet Paterdecolyus och familjen Anostostomatidae. Inga underarter finns listade i Catalogue of Life.